# Lomelosia schimperiana
Lomelosia schimperiana är en tvåhjärtbladig växtart som först beskrevs av Pierre Edmond Boissier och Buhse, och fick sitt nu gällande namn av P.Caputo och Del Guacchio. Lomelosia schimperiana ingår i släktet Lomelosia och familjen Dipsacaceae. Inga underarter finns listade i Catalogue of Life.